# Oliver Hansen
Oliver Hansen (født 16. Juli 2001) er en professionel dansk kitesurfer, der sejler på det danske sejlerlandshold. Han har i 2019 vundet medaljer ved både VM, EM og DM, sidst med en guld medalje ved EM i Italien.
Oliver er opvokset og bor i Holbæk.

## Karrieren begyndte allerede som 10-årig
Oliver startede med at kite da han var 10 år. Det var efter mange timers træning med faren Morten Hansen, som i dag har overleveret rollen som træner til Team Danmarks trænere.

## Kom som første kitesurfer nogensinde på sejlerlandsholdet
Oliver Hansen var i 2018 den første kitesurfer der kunne kalde sig medlem af Dansk Sejlunions Ungdomslandshold .

## Mesterskabsoversigt
| 2019 i Italien                  | Guld U-19   | Europamesterskabet    | 2019 i Danmark | Guld | Danmarkssmesterskabet |
| 2019 i Italien                  | Sølv U-19   | Verdensmesterskabet   |                |      |                       |
| 2019 Forenede Arabiske Emirater | Guld U-19   | Abu-Dhabi worldcup    |                |      |                       |
| 2018 i Danmark                  | Bronze U-19 | Verdensmesterskabet   |                |      |                       |
| 2018 i Tyskland                 | Bronze U-19 | Europamesterskabet    |                |      |                       |
| 2017 i Oman                     | Bronze U-18 | Verdensmesterskabet   |                |      |                       |
| 2017 i Tyrkiet                  | Bronze U-18 | Europamesterskabet    |                |      |                       |
| 2017 i Danmark                  | Guld U-18   | Danmarkssmesterskabet |                |      |                       |